# Afrikan Spir
Afrikan Aleksandrowicz Spir (ros. Африкан Александрович Спир [Шпир], ur. 3 listopada?/15 listopada 1837 w Jelizawietgradzie, zm. 26 marca 1890 w Genewie) – rosyjski filozof, neokantysta, piszący w języku niemieckim i francuskim. Jego praca Denken und Wirklichkeit (Myśl a rzeczywistość) wywarła istotny wpływ na twórczość Friedricha Nietzschego.

## Życiorys
Syn lekarza Aleksandra Aleksandrowicza Spira i Jeleny Konstantinowny Pulewicz. Miał czworo rodzeństwa: starszy brat Aristarch został poetą, dwóch braci zmarłych w dzieciństwie, i siostrę Charitinę. Został ochrzczony w obrządku prawosławnym (mimo że ojciec wyznawał protestantyzm), a imię wybrane było ze starego greckiego kalendarza. Uczył się w gimnazjum w Odessie, a następnie w szkole kadetów w Mikołajowie. W dzieciństwie był bardzo religijny, w wieku 14 lat przeszedł kryzys wiary. W tym czasie zainteresował się filozofią i zapoznał się z Krytyką czystego rozumu, a potem z pismami Descartes’a, Hume′a i Milla.
W 1855 i 1856 roku jako lejtnant Floty Czarnomorskiej brał udział w wojnie krymskiej, uczestnicząc w obronie Sewastopola i zdobywając ordery Św. Andrzeja i Św. Jerzego. Po śmierci ojca w 1852 odziedziczył rodzinny majątek. W 1862 roku odbył dwuletnią podróż do Niemiec, by „lepiej poznać sprawy umysłu”. Po śmierci matki w 1867 sprzedał majątek i opuścił Rosję już na stałe. Słuchał wykładów Moritza Wilhelma Drobischa w Lipsku, w 1869 roku przebywał w Tybindze, a od 1871 w Stuttgarcie.
W Lipsku zaprzyjaźnił się z wydawcą Gabrielem Findlem, w którego wydawnictwie ukazała się większość dzieł Spira, w tym uważana za najważniejszą dwutomowa praca Denken und Wirklichkeit (pierwsze wydanie w 1873 roku). 
W 1878 roku z powodów zdrowotnych przeniósł się do Lozanny, a w 1886 do Genewy. W 1889 roku otrzymał szwajcarskie obywatelstwo. Zmarł na grypę 26 marca 1890 roku, pozostawiając żonę Elizabeth (z domu Gatternicht) i córkę Hélène, zamężną z francuskim psychologiem Édouardem Claparède (1873–1940). Został pochowany na Cimetière de Saint-Georges w Genewie. Notatki, książki, fotografie należące do Spira zostały ofiarowane przez córkę Bibliothèque de Genève, gdzie przechowywane są do dziś. Inne materiały do życia i twórczości filozofa znajdują się w Harvard University Library.

## Poglądy

### Epistemologia
Wygłaszane poglądy i przynależność do uczniów Drobitscha pozwalają zaliczyć Spira do neokantystów. Sam Spir określał swoją filozofię jako „filozofię krytyczną”. Usiłował ugruntować filozofię jako naukę pierwszych zasad twierdząc, że zadaniem filozofii jest zgłębienie wiedzy bezpośredniej, pokazanie złudzeń empiryzmu i przedstawienie prawdziwej natury rzeczy drogą ścisłego stwierdzania faktów i logicznego wnioskowania. Metoda ta doprowadziła Spira do ustanowienia zasady tożsamości (lub prawa tożsamości, A ≡ A) podstawowym prawem wiedzy, co przeciwstawia się zmiennym przejawom empirycznej rzeczywistości.

### Ontologia
Dla Spira zasada tożsamości jest nie tylko podstawowym prawem wiedzy, ale również zasadą ontologiczną, wyrazem bezwarunkowej istoty rzeczywistości (Realität = Identität mit sich), w przeciwieństwie do empirycznej rzeczywistości (Wirklichkeit), która z kolei jest zdarzeniem (Geschehen). Zasada tożsamości pokazuje istotę rzeczywistości: jedynie to, co jest identyczne z sobą jest prawdziwe; świat empiryczny nieustannie się zmienia, dlatego nie jest prawdziwy. Zatem empiryczny świat jest złudny, ponieważ zjawiska ciągle się zmieniają, a rzeczywistość empiryczna nie podlega poznaniu.

### Religia i moralność
Religia, moralność i filozofia miały dla Spira tę samą podstawę teoretyczną: zasadę tożsamości, charakteryzującą Istotę Najwyższą, Absolut, Boga. Bóg nie jest stwórcą wszechświata i ludzkości, ale prawdziwą naturą człowieka i wzorcem wszystkich rzeczy w ogóle. Moralne i religijne sumienie istnieje w świadomości kontrastu między wzorcem (Realität) a empiryczną rzeczywistością (Wirklichkeit). „Między empiryczną naturą człowieka a jego naturą moralną istnieje zasadniczy dualizm”, świadomość tego dualizmu jest jedynym prawdziwym oparciem osądu moralnego.

### Sprawiedliwość społeczna
W kwestiach społecznych krytykował dziedziczenie bogactw i ich gromadzenie w rękach prywatnych, postulując sprawiedliwy podział dóbr materialnych; odrzucał jednak kolektywizm. Sam zrzekł się odziedziczonych dóbr na rzecz swoich włościan. 

## Odbiór i uznanie
Spir za życia nie spotkał się z uznaniem i nigdy nie miał stanowiska akademickiego. Sam Spir w swoich zapiskach skarżył się na uczucie bycia „skazanym na przemilczenie” (das Totschweigen).
Wiadomo jednak, że wywarł duży wpływ na współczesnych mu myślicieli, m.in. Hansa Vaihingera, Friedricha Nietzschego, Williama Jamesa i Lwa Tołstoja. Nietzsche odnosił się do prac Spira w Ludzkie, arcyludzkie, James w swoich Zasadach psychologii. Tołstoj przeczytał Denken und Wirklichkeit w 1896 roku, a lektura wywarła na nim duże wrażenie, w liście do Hélène Claparède-Spir pisał, że nie zna filozofa „równocześnie tak głębokiego i precyzyjnego”, przewidując, że Spir spotka się w przyszłości z takim uznaniem, jak Schopenhauer. Uwagi na temat książki Spira zamieścił również w swoim dzienniku.
Między 1900 a 1914 rokiem ukazały się liczne prace podejmujące poglądy Spira (autorstwa Lessinga, Zacharoffa, Segonda, Huana, Martinettiego). W 1917 roku subtelność wywodów Spira, „niezwykle fascynującego” i „oryginalnego myśliciela”, chwalił Rudolf Steiner.
W 1990 roku, w stulecie śmierci Spira, Bibliothèque de Genève zorganizowała tematyczną wystawę, której towarzyszyło wydanie krytycznego katalogu.
Dzieła Spira były tłumaczone na francuski, angielski, hiszpański, rosyjski i włoski.

## Lista prac
- Die Wahrheit. Leipzig: J.G. Findel, 1866 (pod pseudonimem Prais (anagram od A. Spir)
- Die Wahrheit. 2. Aufl. Leipzig: Förster und Findel, 1867 (pod prawdziwym nazwiskiem)
- Andeutung zu einem widerspruchlosen Denken. Leipzig: J.G. Findel, 1868
- Erörterung einer philosophischen Grundeinsicht. Leipzig: J.G. Findel, 1869
- Forschung nach der Gewissheit in der Erkenntniss der Wirklichkeit. Leipzig: J.G. Findel, 1869
- Kurze Darstellung der Grundzüge einer philosophischen Anschauungsweise. Leipzig: J.G. Findel, 1869
- Vorschlag an die Freunde einer vernünftigen Lebensführung. Leipzig: J.G. Findel, 1869
- Kleine Schriften. Leipzig: J.G. Findel, 1870
- Denken und Wirklichkeit: Versuch einer Erneuerung der kritischen Philosophie. Leipzig: J.G. Findel, 1873
- Moralität und Religion. Leipzig: J.G. Findel, 1874
- Zum ewigen Frieden in der Philosophie. Philosophische Monatshefte 11, ss. 273–282, 1875
- Einige Worte der Erwiderung. Philosophische Monatshefte 11, ss. 422–424, 1875
- Empirie und Philosophie: vier Abhandlungen. Leipzig: J.G. Findel, 1876
- Zu der Frage nach der ersten Principien. Philosophische Monatshefte 12, ss. 49–55, 1876
- Denken und Wirklichkeit: Versuch einer Erneuerung der kritischen Philosophie. 2. Aufl. Leipzig: J.G. Findel, 1877
- Sinn und Folgen der modernen Geistesströmung. Leipzig: J.G. Findel, 1877
- Moralität und Religion. 2. Aufl. Leipzig: J.G. Findel, 1878
- Sinn und Folgen der modernen Geistesströmung. 2. Aufl. Leipzig: J.G. Findel, 1878
- Johann Gottlieb Fichte nach seinen Briefen. Leipzig: J. G. Findel, 1879
- Recht und Unrecht: Eine Erörterung der Principien. Leipzig: J.G. Findel, 1879
- Ueber Idealismus und Pessimismus. Leipzig: J.G. Findel, 1879
- Ob eine vierte Dimension des Raumes denkbar ist? Philosophische Monatshefte 15, ss. 350-352, 1879
- Vier Grundfragen. Leipzig: J.G. Findel, 1880
- Studien. Leipzig: J.G. Findel, 1883
- Über Religion: Ein Gespräch. Leipzig: J.G. Findel, 1883
- Gesammelte Schriften. Leipzig: J.G. Findel, 1883/1885
- Philosophische Essays. Leipzig: J.G. Findel, 1885
- Esquisses de philosophie critique. Paris: Ancienne librairie Germer-Baillière et Cie, F. Alcan éditeur, 1887
- Deux questions vitales: De la Connaissance du bien et du mal; De l'immortalité. Genève: Stapelmohr, 1890
- Wie gelangen wir zur Freiheit und Harmonie des Denkens? Archiv für systematische Philosophie 1 (4), ss. 457–473, 1895
- Von der Erkenntnis des Guten und Bösen. Vierteljahrsschrift für wissenschaftliche Philosophie 19, 1895
- Über Religion: Ein Gespräch. 2. Aufl. Leipzig: J.G. Findel, 1897
- Nouvelles esquisses de philosophie critique (études posthumes). Paris: Librairie Félix Alcan, 1899
- Gesammelte Werke. Leipzig: J.A. Barth, 1908/1909 (Hg. Hélène Claparède-Spir)
- Esquisses de philosophie critique. Paris: Libraire Félix Alcan, 1930
- Propos sur la guerre. Paris: Editions Truchy-Leroy, 1930 (Hg. Hélène Claparède-Spir)
- Paroles d'un sage. Paris-Genève: Je Sers-Labor, 1937
- Lettres inédites de African Spir au professeur Penjon. Neuchâtel: Éditions du Griffon, 1948